# Otto Taubmann
Otto Taubmann (Hamburg, 8 de març de 1859 - Berlín, 4 de juliol de 1929) fou un compositor i crític alemany.
Fou alumne del Reial Conservatori de Música de Dresden, on tingué per professors en Wüllner, Nicodé i Blassmann; després va fer un viatge d'estudi, de retorn del qual es donà a conèixer com a director d'orquestra, i després fou director del Conservatori de Wiesbaden, director d'orquestra de Teatre de Sant Petersburg, director de l'Associació Coral de Mannheim-Ludwigshafen i des de 1895 desenvolupà un càrrec semblant a Berlín.
Des de 1898 fou crític musical del Berl Börse-Courier i des de 1917 va pertànyer a l'Acadèmia de Belles Arts i fou professor de composició en el Conservatori Klindworth-Scharwenka.
Se li deuen:
- Salm 13, per a solos, cor i orquestra.
- Deutsche Messe,per a solos, cor, orquestra i orgue.
- Tauweter, per a cor d'homes i orquestra.
- dos poemes per a cor a 6 veus.
- Sängerweibe, per a cor i orgue (1904)
- Porzia. òpera.